# Rävfalk
Rävfalk (Falco alopex) är en fågel i familjen falkar inom ordningen falkfåglar.

## Utseende och läten
Rävfalken är en storvuxen släkting till tornfalken med långa spetsiga vingar och lång stjärt. Grundfärgen är djupt roströd, med tunna svarta strimmor. I flykten syns att vingarna är roströda och svarta ovan, medan undersidan är ljus. Arten liknar vitögd falk, men är slankare och mer rostfärgad, med roströd bandning snarare än i grått i stjärten. Lätet är ett upprört "kree".

## Utbredning och systematik
Fågeln förekommer bland steniga kullar och klyftor i Afrika söder om Sahara. Den behandlas som monotypisk, det vill säga att den inte delas in i några underarter.

## Levnadssätt
Rävfalken hittas kring klippor och andra steniga områden i torr savann. Där ses den vanligen i par.

## Status
Arten har ett stort utbredningsområde och beståndet anses vara stabilt. Internationella naturvårdsunionen IUCN listar den därför som livskraftig (LC). Beståndet uppskattas till mellan 10 000 och 100 000 individer.